# Lijst van rivieren
Dit is een lijst van rivieren.

## Afrika
Gambia - Groot-Kei - Hoanib - Keiskamma - Kongo - Kagera - Limpopo - Manambolo - Niger - Nijl - Okavango - Oranje - Umzimvubu - Tugela - Tyhume - Vaalrivier - Visrivier (Namibië) - Visrivier (Zuid-Afrika) - Zambezi

### Per land in Afrika
- Lijst van rivieren in Algerije
- Lijst van rivieren in Angola
- Lijst van rivieren in Benin
- Lijst van rivieren in Botswana
- Lijst van rivieren in Burkina Faso
- Lijst van rivieren in Burundi
- Lijst van rivieren in de Centraal-Afrikaanse Republiek
- Lijst van rivieren in Comoren
- Lijst van rivieren in Congo-Brazzaville
- Lijst van rivieren in Congo-Kinshasa
- Lijst van rivieren in Djibouti
- Lijst van rivieren in Egypte
- Lijst van rivieren in Equatoriaal-Guinea
- Lijst van rivieren in Eritrea
- Lijst van rivieren in Ethiopië
- Lijst van rivieren in Gabon
- Lijst van rivieren in Gambia
- Lijst van rivieren in Ghana
- Lijst van rivieren in Guinee
- Lijst van rivieren in Guinee-Bissau
- Lijst van rivieren in Ivoorkust
- Lijst van rivieren in Kaapverdië
- Lijst van rivieren in Kameroen
- Lijst van rivieren in Kenia
- Lijst van rivieren in Lesotho
- Lijst van rivieren in Liberia
- Lijst van rivieren in Libië
- Lijst van rivieren in Madagaskar
- Lijst van rivieren in Malawi
- Lijst van rivieren in Mali
- Lijst van rivieren in Mauritanië
- Lijst van rivieren in Mauritius
- Lijst van rivieren in Marokko
- Lijst van rivieren in Mozambique
- Lijst van rivieren in Namibië
- Lijst van rivieren in Niger
- Lijst van rivieren in Nigeria
- Lijst van rivieren in Oeganda
- Lijst van rivieren in Rwanda
- Lijst van rivieren in Sao Tomé en Principe
- Lijst van rivieren in Senegal
- Lijst van rivieren in de Seychellen
- Lijst van rivieren in Sierra Leone
- Lijst van rivieren in Soedan
- Lijst van rivieren in Somalië
- Lijst van rivieren in Swaziland
- Lijst van rivieren in Tanzania
- Lijst van rivieren in Togo
- Lijst van rivieren in Tsjaad
- Lijst van rivieren in Tunesië
- Lijst van rivieren in Zambia
- Lijst van rivieren in Zimbabwe
- Lijst van rivieren in Zuid-Afrika
- Lijst van rivieren in Zuid-Soedan

## Noord-Amerika
Colombia - Colorado - Fraser - Hudson - Mississippi - Missouri - Neuse - Ohio - Platte - Rio Grande - Saint Lawrencerivier - Usumacinta - Yellowstone - Yukon

### Per land in Noord-Amerika
- Lijst van rivieren in Antigua en Barbuda
- Lijst van rivieren in Bahamas
- Lijst van rivieren in Barbados
- Lijst van rivieren in Belize
- Lijst van rivieren in Canada
- Lijst van rivieren in Costa Rica
- Lijst van rivieren in Cuba
- Lijst van rivieren in de Dominicaanse Republiek
- Lijst van rivieren in Dominica
- Lijst van rivieren in El Salvador
- Lijst van rivieren in Grenada
- Lijst van rivieren in Guatemala
- Lijst van rivieren in Haïti
- Lijst van rivieren in Honduras
- Lijst van rivieren in Jamaica
- Lijst van rivieren in Mexico
- Lijst van rivieren in Nicaragua
- Lijst van rivieren in Saint Kitts en Nevis
- Lijst van rivieren in Saint Vincent en de Grenadines
- Lijst van rivieren in Saint Lucia
- Lijst van rivieren in Trinidad en Tobago
- Lijst van rivieren in de Verenigde Staten

#### Afhankelijke gebieden
- Lijst van rivieren in Anguilla
- Lijst van rivieren in Aruba
- Lijst van rivieren in Bermuda
- Lijst van rivieren in Bonaire
- Lijst van rivieren in Clipperton
- Lijst van rivieren in Curaçao
- Lijst van rivieren in Guadeloupe
- Lijst van rivieren in Groenland
- Lijst van rivieren in Kaaimaneilanden
- Lijst van rivieren in Amerikaanse Maagdeneilanden
- Lijst van rivieren in Britse Maagdeneilanden
- Lijst van rivieren in Martinique
- Lijst van rivieren in Montserrat
- Lijst van rivieren in Navassa
- Lijst van rivieren in Puerto Rico
- Lijst van rivieren in Saba
- Lijst van rivieren in Saint-Barthélemy
- Lijst van rivieren in Sint Eustatius
- Lijst van rivieren in Saint-Martin
- Lijst van rivieren in Saint-Pierre en Miquelon
- Lijst van rivieren in Turks- en Caicoseilanden

## Zuid-Amerika
Amazone - Japura - Marowijne - Oiapoque - Orinoco - Paraguay - Pomeroon - Rio de la Plata - Rio Negro - Río Paraná - São Francisco - Toulaman

### Per land in Zuid-Amerika
- Lijst van rivieren in Argentinië
- Lijst van rivieren in Bolivia
- Lijst van rivieren in Brazilië
- Lijst van rivieren in Chili
- Lijst van rivieren in Colombia
- Lijst van rivieren in Ecuador
- Lijst van rivieren in Guyana
- Lijst van rivieren in Paraguay
- Lijst van rivieren in Peru
- Lijst van rivieren in Suriname
- Lijst van rivieren in Uruguay
- Lijst van rivieren in Venezuela

#### Afhankelijke gebieden
- Lijst van rivieren in Falklandeilanden
- Lijst van rivieren in Frans-Guyana
- Lijst van rivieren in Zuid-Georgië en de Zuid-Sandwicheilanden

## Azië
Amoer - Angara - Aras - Batman - Brahmaputra - Eufraat - Ganges - Gele Rivier - Ider Gol - Indus - Irtysj - Jenisej - Jordaan - Koera (rivier in Rusland) - Koera (rivier in Transkaukasië) - Lena - Meander - Mekong - Menam - Ob - Tigris - Yangtze

### Per land in Azië
- Lijst van rivieren in Afghanistan
- Lijst van rivieren in Armenië
- Lijst van rivieren in Azerbeidzjan
- Lijst van rivieren in Bahrein
- Lijst van rivieren in Bangladesh
- Lijst van rivieren in Bhutan
- Lijst van rivieren in Brunei
- Lijst van rivieren in Cambodja
- Lijst van rivieren in China
- Lijst van rivieren in Cyprus
- Lijst van rivieren in Egypte
- Lijst van rivieren in de Filipijnen
- Lijst van rivieren in Georgië
- Lijst van rivieren in India
- Lijst van rivieren in Indonesië
- Lijst van rivieren in Irak
- Lijst van rivieren in Iran
- Lijst van rivieren in Israël
- Lijst van rivieren in Japan
- Lijst van rivieren in Jemen
- Lijst van rivieren in Jordanië
- Lijst van rivieren in Kazachstan
- Lijst van rivieren in Kirgizië
- Lijst van rivieren in Koeweit
- Lijst van rivieren in Noord-Korea
- Lijst van rivieren in Zuid-Korea
- Lijst van rivieren in Laos
- Lijst van rivieren in Libanon
- Lijst van rivieren in Maleisië
- Lijst van rivieren in Maldiven
- Lijst van rivieren in Mongolië
- Lijst van rivieren in Myanmar
- Lijst van rivieren in Nepal
- Lijst van rivieren in Oezbekistan
- Lijst van rivieren in Oman
- Lijst van rivieren in Oost-Timor
- Lijst van rivieren in Pakistan
- Lijst van rivieren in Qatar
- Lijst van rivieren in Rusland
- Lijst van rivieren in Saoedi-Arabië
- Lijst van rivieren in Singapore
- Lijst van rivieren in Sri Lanka
- Lijst van rivieren in Syrië
- Lijst van rivieren in Tadzjikistan
- Lijst van rivieren in Taiwan
- Lijst van rivieren in Thailand
  -  Lijst van zijrivieren van de Menam
- Lijst van rivieren in Turkije
- Lijst van rivieren in Turkmenistan
- Lijst van rivieren in de Verenigde Arabische Emiraten
- Lijst van rivieren in Vietnam

## Europa
Aare - Aisne - Arno
Biebrza - Westelijke Boeg - Zuidelijke Boeg
Dnjepr - Dnjestr - Don - Donau - Dordogne - Drau (Drava) - Dunajec
Ebro - Eems - Elbe - Eridanos (verdwenen rivier)
Guadalquivir - Guadiana - Gironde
Iller - Inn - Isar - Isonzo
Kama - Koeban -
Lahn - Lech - Ljubljanica - Loire
Maas - Main - Marne - Memel - Mezen - Moezel - Moldau - Morava (Servië) - Morava (Tsjechië) - Mur (Mura) - Mures (Maros) -
Neckar - Neisse - Neva - Noordelijke Dvina
Oder - Oker - Olt - Onega
Po - Proet
Rhône - Ruhr - Rijn - Rosandra
Saale - Saône - Sava - Schelde - Seine - Severn - Siret - Soča - Somes (Szamos) - Spree - Styx, mythologische rivier - Sûre of Sauer
Taag - Terek - Theems - Tiber - Tisza (Tisa, Theiß) - Tyne
Westelijke Dvina - Wisła - Warnow - Wezer - Wolga - Würm
Zuidelijke Boeg

### Per land in Europa
- Lijst van rivieren in Albanië
- Lijst van rivieren in Andorra
  - Lijst van rivieren in La Massana
  - Lijst van zijrivieren van de Riu d'Arinsal
  - Lijst van zijrivieren van de Valira del Nord
- Lijst van rivieren in Armenië
- Lijst van rivieren in Azerbeidzjan
- Lijst van rivieren in België
  - Lijst van rivieren in de Ardennen
  - Stroomgebied van de IJzer
  - Stroomgebied van de Maas
  - Stroomgebied van de Schelde
- Lijst van rivieren in Bosnië en Herzegovina
- Lijst van rivieren in Bulgarije
- Lijst van rivieren in Cyprus
- Lijst van rivieren in Denemarken
- Lijst van rivieren in Duitsland
- Lijst van rivieren in Estland
- Lijst van rivieren in Finland
- Lijst van rivieren in Frankrijk
- Lijst van rivieren in Georgië
- Lijst van rivieren in Griekenland
- Lijst van rivieren in Hongarije
- Lijst van rivieren in Ierland
- Lijst van rivieren in Italië
- Lijst van rivieren in IJsland
- Lijst van rivieren in Kazachstan
- Lijst van rivieren in Kroatië
- Lijst van rivieren in Letland
- Lijst van rivieren in Liechtenstein
- Lijst van rivieren in Litouwen
- Lijst van rivieren in Luxemburg
- Lijst van rivieren in Moldavië
- Lijst van rivieren in Montenegro
- Lijst van rivieren in Nederland
- Lijst van rivieren in Noord-Macedonië
- Lijst van rivieren in Noorwegen
- Lijst van rivieren in Oekraïne
- Lijst van rivieren in Oostenrijk
- Lijst van rivieren in Polen
- Lijst van rivieren in Portugal
- Lijst van rivieren in Roemenië
- Lijst van rivieren in Rusland
- Lijst van rivieren in San Marino
- Lijst van rivieren in Servië
- Lijst van rivieren in Slovenië
- Lijst van rivieren in Slowakije
- Lijst van rivieren in Spanje
- Lijst van rivieren in Tsjechië
- Lijst van rivieren in Turkije
- Lijst van rivieren in het Verenigd Koninkrijk
- Lijst van rivieren in Wit-Rusland
- Lijst van rivieren in Zweden
- Lijst van rivieren in Zwitserland

## Oceanië
Darling - Fitzroy - Murray - Murrumbidgee

### Per land in Oceanië
- Lijst van rivieren in Australië
- Lijst van rivieren in Fiji
- Lijst van rivieren in Indonesiëa
- Lijst van rivieren in Kiribati
- Lijst van rivieren in Marshalleilanden
- Lijst van rivieren in Micronesia
- Lijst van rivieren in Nauru
- Lijst van rivieren in Nieuw-Zeeland
- Lijst van rivieren in Oost-Timora
- Lijst van rivieren in Palau
- Lijst van rivieren in Papoea-Nieuw-Guinea
- Lijst van rivieren in Salomonseilanden
- Lijst van rivieren in Samoa
- Lijst van rivieren in Tonga
- Lijst van rivieren in Tuvalu
- Lijst van rivieren in Vanuatu

a - Oost-Timor en delen van Indonesië (Westelijk Nieuw-Guinea, West-Timor en de Molukken) kunnen zowel deel uitmaken van Oceanië als van Azië.

#### Afhankelijke gebieden
- Lijst van rivieren in Amerikaans-Samoa
- Lijst van rivieren in de Cookeilanden
- Lijst van rivieren in Frans-Polynesië
- Lijst van rivieren in Guam
- Lijst van rivieren in Hawaï
- Lijst van rivieren in Nieuw-Caledonië
- Lijst van rivieren in Niue
- Lijst van rivieren in de Noordelijke Marianen
- Lijst van rivieren in Norfolk
- Lijst van rivieren in Paaseiland
- Lijst van rivieren in Pitcairneilanden
- Lijst van rivieren in Tokelau
- Lijst van rivieren in Wallis en Futuna